# Heuleut (Kadipaten)
Heuleutis een plaats (kelurahan) in het onderdistrict (kecamatan) Kadipaten van het  regentschap Majalengka in de provincie West-Java, Indonesië. Heuleut telt 5649 inwoners (volkstelling 2010).